# Martine Meersman
Martine Meersman (15 december 1967) is een Belgische voormalige
atlete, die gespecialiseerd was in de sprint en de  middellange afstand. Zij werd viermaal Belgisch kampioene.

## Loopbaan
Meersman werd in 1992 op de 400 m Belgisch indoorkampioene. Ook outdoor werd ze dat jaar Belgisch kampioene. In 1993 en 1994 volgden nog twee indoortitels op die afstand. Zij was aangesloten bij Beerschot AC, Sorghvliet, Olse Merksem en Track Club Brussel.

## Belgische kampioenschappen
Outdoor
| Onderdeel | Jaar |
| --------- | ---- |
| 400 m     | 1992 |

Outdoor
| Onderdeel | Jaar             |
| --------- | ---------------- |
| 400 m     | 1992, 1993, 1994 |

## Persoonlijke records
Outdoor
| Onderdeel | Prestatie | Datum           | Plaats  |
| --------- | --------- | --------------- | ------- |
| 400 m     | 53,70 s   | 4 augustus 1991 | Brussel |

Outdoor
| Onderdeel | Prestatie | Datum | Plaats |
| --------- | --------- | ----- | ------ |
| 400 m     | 54,14 s   | 1993  |        |
| 800 m     | 2.04,76   | 1993  |        |

## Palmares

### 200 m
- 1990:  BK AC - 24,79 s
- 1991:  BK indoor AC - 24,78 s
- 1991:  BK AC - 24,18 s

### 400 m
- 1989:  BK indoor AC - 57,70 s
- 1989:  BK AC - 54,94 s
- 1990:  BK indoor AC - 56,13 s
- 1990:  BK AC - 54,61 s
- 1991:  BK AC - 53,70 s
- 1992:  BK indoor AC - 54,71 s
- 1992:  BK AC - 54,48 s
- 1993:  BK indoor AC - 54,33 s
- 1993:  BK AC - 54,81 s
- 1994:  BK indoor AC - 55,87 s

### 800 m
- 1994:  BK AC - 2.07,02